# Bijlia
Bijlia es un pequeño género de plantas suculentas perteneciente a la familia Aizoaceae endémico de Sudáfrica. Tiene 3 especies.
Es extremadamente resistente a la sequía y crece profusamente. Se cubre de flores naranjas y amarillas la mayoría del año en climas moderados. No resiste las heladas.

## Taxonomía
El género fue descrito por Nicholas Edward Brown y publicado en Journal of Botany, British and Foreign 66: 267. 1928.
Etimología
Bijlia: nombre genérico que fue otorgado en honor de Deborah Susanna von der Bijl, con la que Nicholas Edward Brown mantenía correspondencia sobre la recogida de plantas.

## Especies deBijlia
- Bijlia cana
- Bijlia dilatata
- Bijlia tugwelliae